# Leichenblutung
Leichenblutung war die im Mittelalter weit verbreitete Vorstellung, dass der Leichnam eines Ermordeten noch einmal zu bluten anfängt, wenn sich sein Mörder in der Nähe aufhält. Bei dieser Vorstellung handelt es sich wohl um ein Überbleibsel aus dem Glauben der Germanen.
In der mittelalterlichen Literatur findet man die Leichenblutung im Iwein-Epos und im Nibelungenlied. Bei Iwein blutet der Leichnam von Laudines totem Ehegatten, den Iwein im Kampfe so schwer verletzte, dass er starb, wodurch sie weiß, dass Iwein sich noch in der Burg aufhalten muss. Im Nibelungenlied blutet Siegfrieds Körper nochmals, als Hagen von Tronje bei der Leichenaufbahrung anwesend ist.